# غاوداري هرمزي (الريف الغربي)
غاوداري هرمزي (بالإنجليزية: Gavdari-ye Hormozi)‏ هي منطقة سكنية تقع في إيران في قسم الريف الغربي الريفي. يقدر عدد سكانها بـ 16 نسمة .